# Ляпунов (лунный кратер)
Кратер Ляпунов (лат. Lyapunov) — большой древний ударный кратер в северо-восточной материковой части видимой стороны Луны, восточная часть кратера находится на обратной стороне Луны. Название присвоено в честь русского математика и механика Александра Михайловича Ляпунова (1857—1918) и утверждено Международным астрономическим союзом в 1964 г. Образование кратера относится к нектарскому периоду.

## Описание кратера

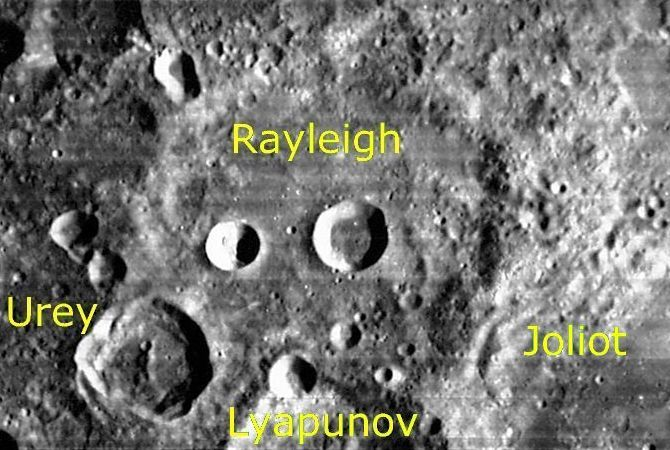
Окрестности кратера Ляпунов. Снимок зонда Lunar Orbiter - IV.

Ближайшими соседями кратера является кратер Юри на северо-западе; кратер Рэлей примыкающий к северной части кратера Ляпунов; кратер Жолио на востоке и кратер Хаббл на юго-западе. Селенографические координаты центра кратера 26°26′ с. ш. 89°22′ в. д. / 26,43° с. ш. 89,36° в. д., диаметр 67,6 км, глубина 2,7 км.
Кратер Ляпунов имеет полигональную форму, умеренно разрушен, частично перекрывает западную часть вала кратера Жолио. Вал несколько сглажен, северная часть вала перекрыта приметным кратером. Высота вала над окружающей местностью достигает 1260 м, объем кратера составляет приблизительно 3800 км³. Северная и в меньшей степени юго-восточная часть чаши покрыты породами выброшенными при образовании соседних кратеров. Остальная часть чаши ровная, отмечена мелкими кратерами.

## Сателлитные кратеры
Отсутствуют.

## См.также
- Список кратеров на Луне
- Лунный кратер
- Морфологический каталог кратеров Луны
- Планетная номенклатура
- Селенография
- Минералогия Луны
- Геология Луны
- Поздняя тяжёлая бомбардировка